# Diocese de Leopoldina
A Diocese de Leopoldina (Dioecesis Leopoldinensis) é uma divisão territorial da Igreja Católica no estado de Minas Gerais. Está inserida na província eclesiástica de Juiz de Fora. A sé episcopal está na Catedral de São Sebastião, na cidade de Leopoldina.
Limita-se a oeste com a Arquidiocese de Juiz de Fora, a norte com Arquidiocese de Mariana, a nordeste com a Diocese de Caratinga, a leste com a Diocese de Campos e a sul com a Diocese de Nova Friburgo e a Diocese de Valença.

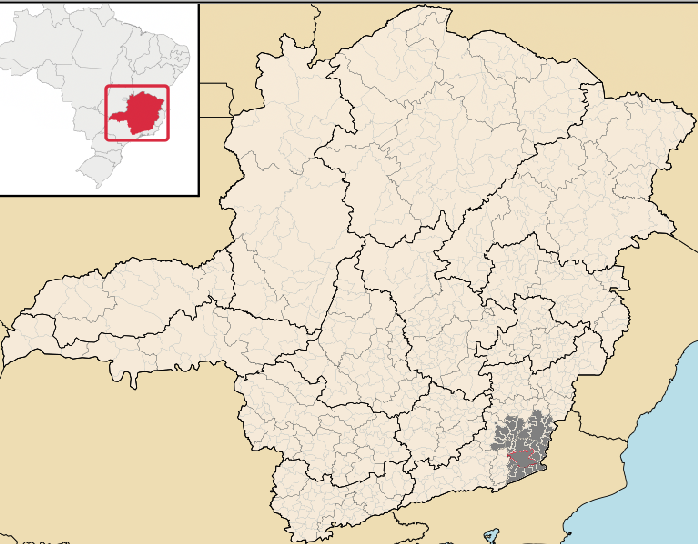
Diocese de Leopoldina.

Tem como padroeiro principal o Imaculado Coração de Maria, e como padroeiro secundário Santo Antônio Maria Claret.

## História
A Diocese de Leopoldina foi criada em 28 de março de 1942 pela bula Quae ad maius do Papa Pio XII. Foi formada por territórios desmembrados da Arquidiocese de Mariana, majoritariamente, e da então diocese de Juiz de Fora, que forneceu as paróquias de Argirita e de Providência. O decreto de constituição da diocese foi publicado pelo Núncio Apostólico no Brasil, Dom Bento Aloisi Masella.

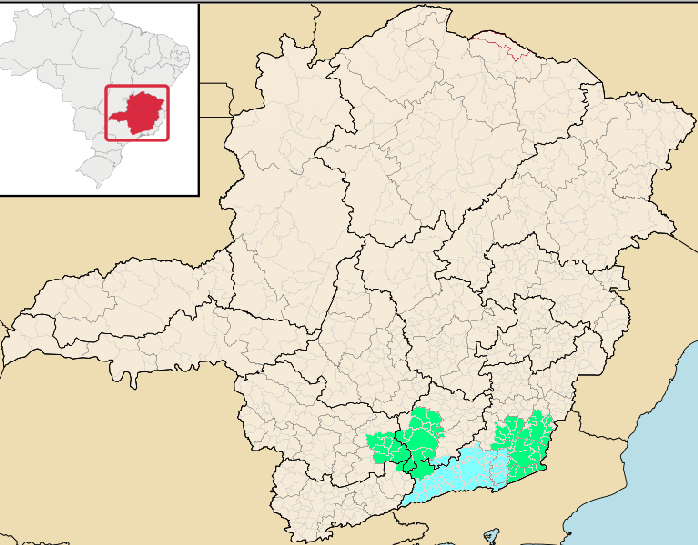
Província Eclesiástica de Juiz de Fora.

O pedido para criação da diocese foi feito ao Papa Pio XII pelo próprio arcebispo de Mariana, Dom Helvécio Gomes de Oliveira, em razão do grande território que formava sua arquidiocese. A diocese foi instalada em 5 de agosto de 1942, na presença do arcebispo de Mariana e dos bispos de Caratinga e de Valença. Na ocasião, Dom Helvécio nomeou o padre José Domingues Gomes como administrador da diocese até a posse do primeiro bispo, Dom Delfim Ribeiro Guedes, ocorrida em 31 de outubro do mesmo ano.
Em 1979, passaram para a jurisdição da Diocese de Leopoldina as paróquias dos municípios de Além Paraíba, Estrela Dalva, Volta Grande e Pirapetinga, as quais pertenciam à Arquidiocese de Juiz de Fora.
A paróquia mais antiga da diocese é a Paróquia São João Batista, em Visconde do Rio Branco, fundada em 1810, quando era subordinada à então Diocese de Mariana.

## Divisão territorial
A Diocese de Leopoldina é composta por 61 paróquias, organizadas em 7 foranias, sendo elas:

### Forania de Leopoldina
- Paróquia da Catedral de São Sebastião (1854), Leopoldina
- Paróquia Nossa Senhora do Rosário (1952), Leopoldina
- Paróquia São Benedito (1997), Leopoldina
- Paróquia Santo Antônio (?), Leopoldina
- Paróquia Nossa Senhora da Piedade (), Leopoldina
- Paróquia Senhor Bom Jesus (1840), Argirita
- Paróquia São Francisco de Assis (1830), Palma
- Paróquia Nossa Senhora das Dores (?), Palma
- Paróquia Nossa Senhora Imaculada Conceição (?), Recreio
- Paróquia Jesus Menino Deus (1937), Recreio
- Paróquia Nossa Senhora da Conceição (1873), Laranjal

### Forania de Muriaé
- Paróquia São Paulo (1849), Muriaé
- Paróquia Nossa Senhora Aparecida (1965), Muriaé
- Paróquia Santa Cruz (2009), Muriaé
- Paróquia Santo Antônio (?), Muriaé
- Paróquia Nossa Senhora Imaculada Conceição (1933), Muriaé
- Paróquia Nossa Senhora do Sagrado Coração (1996), Muriaé
- Paróquia Nossa Senhora da Glória (?), Muriaé
- Paróquia Nossa Senhora do Divino Pranto (2006), Muriaé
- Paróquia São Francisco de Paula (?), Muriaé
- Paróquia São Sebastião (), Barão de Monte Alto
- Paróquia Senhor Bom Jesus (1976), Vieiras
- Paróquia São Sebastião da Mata (1870), Eugenópolis
- Paróquia Santa Rita de Cássia (1893), Miradouro
- Paróquia Nossa Senhora do Rosário (1876), Rosário da Limeira
- Paróquia Nossa Senhora do Patrocínio (1856), Patrocínio do Muriaé

### Forania de Cataguases
- Santuário Santa Rita de Cássia, Cataguases
- Paróquia São José Operário, Cataguases
- Paróquia São Cristovão e Imaculada Conceição, Cataguases
- Paróquia São Francisco de Paula, Cataguases
- Paróquia Nossa Senhora do Rosário, Cataguases
- Paróquia Sant'Ana, Santana de Cataguases
- Paróquia Santo Antônio, Miraí
- Paróquia Nossa Senhora das Dores, Miraí
- Paróquia Nossa Senhora das Dores, Dona Euzébia
- Paróquia Senhor Bom Jesus dos Aflitos, Itamarati de Minas

### Forania de Ubá
- Paróquia São Januário (1841), Ubá
- Paróquia Nossa Senhora do Rosário (1923), Ubá
- Paróquia São Sebastião (1995), Ubá
- Paróquia Divino Espírito Santo (1967), Ubá
- Paróquia Santa Bernadete (?), Ubá
- Paróquia São José Operário (?), Ubá

### Forania de Visconde do Rio Branco
- Paróquia São João Batista, Visconde do Rio Branco
- Paróquia Santo Antônio, Visconde do Rio Branco
- Paróquia São Sebastião, Visconde do Rio Branco
- Paróquia São Sebastião, São Geraldo
- Paróquia Nossa Senhora da Encarnação, Guiricema
- Paróquia Santo Antônio, Guiricema

### Forania de Além Paraíba
- Paróquia São José, Além Paraíba
- Paróquia Nossa Senhora Madre de Deus, Além Paraíba
- Paróquia Nossa Senhora da Consolação, Além Paraíba
- Paróquia São Sebastião, Volta Grande
- Paróquia Santo Antônio, Santo Antônio do Aventureiro
- Paróquia Sant'Ana, Pirapetinga
- Paróquia Nossa Senhora da Conceição, Estrela Dalva

### Forania de Rodeiro
- Paróquia São Sebastião, Rodeiro
- Paróquia São Sebastião, Piraúba
- Paróquia Sant'Ana, Guidoval
- Paróquia Divino Espírito Santo, Guarani
- Paróquia São José, Tocantins
- Paróquia Santo Antônio de Pádua, Astolfo Dutra

## Geografia
Seu território apresenta uma área de 8 491 km², que abrange 34 municípios da Região Geográfica Intermediária de Juiz de Fora.

### Região Geográfica Imediata de Cataguases
Dez municípios na Região Geográfica Imediata de Cataguases.
- Cataguases
- Argirita
- Astolfo Dutra
- Dona Eusébia
- Itamarati de Minas
- Laranjal
- Leopoldina
- Palma
- Recreio
- Santana de Cataguases

### Região Geográfica Imediata de Ubá
Nove municípios na Região Geográfica Imediata de Ubá.
- Ubá
- Guarani
- Guidoval
- Guiricema
- Piraúba
- Rodeiro
- São Geraldo
- Tocantins
- Visconde do Rio Branco

### Região Geográfica Imediata de Além Paraíba
Cinco municípios na Região Geográfica Imediata de Além Paraíba.
- Além Paraíba
- Estrela Dalva
- Pirapetinga
- Santo Antônio do Aventureiro
- Volta Grande[2][7]

### Região Geográfica Imediata de Muriaé
Dez municípios na Região Geográfica Imediata de Muriaé.
- Muriaé
- Antônio Prado de Minas
- Barão de Monte Alto
- Eugenópolis
- Miradouro
- Miraí
- Patrocínio do Muriaé
- Rosário da Limeira
- São Sebastião da Vargem Alegre
- Vieiras

## Estatísticas
A população da diocese é de 590 746 habitantes, segundo o censo realizado em 2022 pelo Instituto Brasileiro de Geografia e Estatística. Estima-se que os católicos representem 70% da população da diocese. A Igreja Particular também conta com 70 sacerdotes, sendo destes, 63 diocesanos e 7 religiosos, sendo estimado cerca de 6 católicos para cada sacerdote. Além disto, a Diocese de Leopoldina também obtém 60 religiosos, sendo 14 homens e 46 mulheres.

## Bispos da diocese
| #  | Nome                                     | Período    | Notas                                    |
| -- | ---------------------------------------- | ---------- | ---------------------------------------- |
| 8° | Edson José Oriolo dos Santos             | 2019-atual |                                          |
| 7º | José Eudes Campos do Nascimento          | 2012-2018  | Nomeado bispo de São João del-Rei        |
| 6º | Dario Campos, O.F.M.                     | 2003-2011  | Nomeado bispo de Cachoeiro de Itapemirim |
| 5º | Célio de Oliveira Goulart, O.F.M.        | 1998-2003  | Nomeado bispo de Cachoeiro de Itapemirim |
| 4º | Ricardo Pedro Chaves Pinto Filho, O.Præm | 1990-1996  | Nomeado arcebispo de Pouso Alegre        |
| 3º | Sebastião Roque Rabelo Mendes            | 1985-1989  | Nomeado bispo auxiliar de Belo Horizonte |
| 2º | Geraldo Ferreira Reis                    | 1961-1985  | Bispo emérito                            |
| 1º | Delfim Ribeiro Guedes                    | 1943-1960  | Nomeado bispo de São João del-Rei        |